# Sati (običaj)
U Indiji, Nepalu i Indoneziji, sati bi bila udovica koja bi svoj život završila na pogrebnoj lomači preminulog supruga. Nejasno je je li običaj, danas također poznat kao sati, dio hinduizma ili je produkt indijske kulture. Običaj i glorifikacija satija zabranjeni su u današnjoj Indiji.

## Etimologija
Prema hinduističkoj mitologiji, božica Sati (सती) spalila se pred drugim božanstvima jer nije mogla trpjeti poniženje – uvrede vlastita oca, Dakshe. Termin sati označavao je „dobru ženu”. Drugi oblik pisanja jest suttee. Udovica koja bi postala sati bila je poznata i kao Sativrata.
Obred je zvan sahagamana, anvarohana i satipratha.

## Zakoni
- Bengal Sati Regulation
- Sati (Prevention) Act